# Paralimna major
Paralimna major är en tvåvingeart som beskrevs av Meijere 1911. Paralimna major ingår i släktet Paralimna och familjen vattenflugor. Inga underarter finns listade i Catalogue of Life.